# Cosmosoma pyrsonota
Cosmosoma pyrsonota är en fjärilsart som beskrevs av George Francis Hampson 1914. Cosmosoma pyrsonota ingår i släktet Cosmosoma och familjen björnspinnare. Inga underarter finns listade i Catalogue of Life.